# Itu (Brazilië)
Itu is een gemeente in de Braziliaanse deelstaat São Paulo. De gemeente telt 168.240 inwoners (schatting 2022).

## Geografie

### Hydrografie
De rivier de Tietê stroomt door de gemeente en maakt ook deel uit van de gemeentegrens.

### Aangrenzende gemeenten
De gemeente grenst aan Araçariguama, Cabreúva, Elias Fausto, Indaiatuba, Itupeva, Mairinque, Porto Feliz, Salto, São Roque en Sorocaba.

## Geboren
- Francisco de Paula Sousa e Melo (1791-1854), premier van Brazilië
- Prudente José de Morais e Barros (1841-1902), president van Brazilië (1894-1898)
- Almeida Júnior (1850-1899), kunstschilder